# Klemm Kl 31
O Klemm Kl 31 foi uma aeronave de recreio desenvolvida na Alemanha no início dos anos 30. Era um monoplano convencional, com quatro lugares numa cabine pequena. Enquanto a fuselagem era feita a partir de um metal rígido, as asas eram de madeira. Alguns Kl 31 cumpriram serviço na Luftwaffe como aeronave de treino.